# Mexistenasellus magniezi
Mexistenasellus magniezi là một loài chân đều trong họ Stenasellidae. Loài này được Argano miêu tả khoa học năm 1973.